# 蟹川橋
蟹川橋（かにかわばし）は、福島県会津若松市にある阿賀川に架かる福島県道59号会津若松三島線の道路橋である。

## 概要
- 橋格 - 2等橋 (TL-14)
- 路線名 - 一般県道二岐若松線（架設時）
- 形式 - PC単純ポストテンションンT桁橋28連
- 橋長 - 574.100 m
  - 支間割 - 28×19.700 m
- 幅員
  - 総幅員 - 6.700 m
  - 有効幅員 - 6.000 m
  - 車道幅員 - 6.000 m
- 橋台 - 重力式橋台（A1・A2）
- 橋脚 - ラーメン橋脚（P1 - P27）
- 施工 - オリエンタルコンクリート[注釈 1]（上部工）、会津土建（下部工）

会津若松市街地の東側を流れる一級河川阿賀川（大川）を渡る橋であり、東側は会津若松市神指町南四合付近、西側は同市北会津町蟹川付近に位置しており、合併前の会津若松市と北会津郡北会津村を結んでいた。現在の橋は1959年（昭和34年）10月に架けられた全長574 mのPC桁橋であり、福島県内の自動車専用道路を除く県道の橋梁としては最も長い。上部工の施工はオリエンタルコンクリートが担当した。橋は車道2車線で供用されているが、幅員6 mと幹線道路の往来には十分とは言えず、歩行者専用橋が別に架橋されている。本橋の東側には、花春酒造の本社工場が存在するほか、周辺には県道と国道118号若松西バイパスとの交差点などが存在している。また、本橋北付近で阿賀川に湯川放水路が流れ込んでいる。本橋西側は福島県道152号橋本会津高田線との交差点になっており、周辺は水田などが広がる。加えて、本橋と会津大橋の間に新しい橋を架ける事業がある。

## 沿革
かつては幾筋もの川に板を渡したものであったが洪水の度に流されていたため、蟹川橋組合によって1912年（明治45年・大正元年）に全長474 m、幅員3.6 mの木橋が起工され、1914年（大正3年）5月に竣工した。その後、1928年（昭和3年）7月に全長654 m、幅員4.5 mの木橋に架け替えられたが、老朽化と交通量の増大のため、当時の県道二岐若松線の改良工事として現在のコンクリート製の永久橋が1959年（昭和34年）10月に完成した。総工費は当時の金額で1億1979万3千円。1978年（昭和53年）6月、2径間が流出したためにPC桁により復旧された。

## 周辺
- 花春酒造本社工場